# Вилянуева дел Рей
Вилянуева дел Рей (на испански: Villanueva del Rey) е населено място и община в Испания. Намира се в провинция Кордоба, в състава на автономната област Андалусия. Общината влиза в състава на района (комарка) Вале дел Гуадиято. Заема площ от 215 km². Населението му е 1206 души (по преброяване от 2010 г.). Разстоянието до административния център на провинцията е 67 km.

## Демография
| 1996 | 1998 | 1999 | 2000 | 2001 | 2002 | 2003 | 2004 | 2005 | 2006 |
| ---- | ---- | ---- | ---- | ---- | ---- | ---- | ---- | ---- | ---- |
| 1259 | 1241 | 1268 | 1258 | 1235 | 1237 | 1242 | 1232 | 1223 | 1224 |